# Ines Cergol
Ines Cergol, slovenska pesnica, prevajalka, publicistka, kulturnica, slavistka, * 20. maj 1959, Koper.

## Življenje in delo
Osnovno šolo je dokončala v Pradah in se vpisala na Gimnazijo Koper, kjer je leta 1977 maturirala. Srbohrvaščino in slovenščino je študirala na Pedagoški akademiji v Ljubljani in leta 1981 diplomirala. Leta 1992 je diplomirala še na oddelku za slavistiko na Filozofski fakulteti v Ljubljani.
1981—1985 je poučevala slovenščino in srbohrvaščino na osnovni šoli v Hrvatinih, med letoma 1985 in 1987 pa na Osnovni šoli Antona Ukmarja Koper. Tri leta je bila samozaposlena kot samostojna kulturna delavka. Leta 1994 se je kot profesorica slovenskega jezika in književnosti zaposlila na Gimnaziji Koper. Štiri leta za tem se je na Primorskih novicah zaposlila kot lektorica; pokrivala je tudi področje novic, povezanih s kulturo. Leta 2001 se se je vrnila v profesorsko službo na koprsko gimnazijo.
Bila je predsednica Kulturnega društva Hadriaticum Koper, Kulturnega društva Istrski grmič Škofije in Združenja književnikov Primorske. Kot urednica je delovala pri Založbi Lipa Koper, Založbi Mladika v Trstu, biltenu Združenja književnikov Primorske in na Radiu Capris. Več let je sodelovala na literarnem festivalu Vilenica in na festivalih zunaj Slovenije — na Hrvaškem ter v zamejstvu.
Predmet njene znanstvene in publicistične obravnave so predvsem primorski književniki, med drugimi Alojz Kocjančič, Dušan Jelinčič, Metka Cotič in Marjan Tomšič (v diplomski nalogi je pisala o njegovi istrski tematiki). Je večletna mentorica literarnega krožka na koprski gimnaziji in urednica glasila Maestral.

## GlasiloMaestral
Maestral je literarno glasilo literarnega krožka Gimnazije Koper. V šolskem letu 1964/65 je izšla prva številka, katere urednik je bil Vlado Šav. V šolskem letu 2014/15 so na Gimnaziji Koper obeležili 50-letnico izhajanja Maestrala s posebno izdajo. Leta 2016 je glasilo dobilo priznanje JSKD za najboljše literarno glasilo med srednjimi šolami in gimnazijami in leta 2018 nagrado JSKD za srednješolski literarni list s poudarkom na kritiško-esejističnem razmišljanju.

#### Prevodi
- Mile Pešorda. Drevo z dušo ptice/Stablo s dušom ptice. Koper: Lipa, 2002 (COBISS)
- Mile Pešorda. Fragmenti, strah svobode: sarajevski antidnevnik. Ljubljana: Društvo 2000, 2003 (COBISS)
- Antun Branko Šimić. Preobrazbe = Preobraženja. Koper: Društvo Hadriaticum, 2006 (COBISS)
- Mile Pešorda. Baščanska plošča, poema. Ljubljana: Društvo 2000, 2013 (COBISS)
- Anita Martinac. Zadnji. Zagreb: Hrvatsko žrtvoslovno društvo, 2022 (COBISS)

#### Soavtorstvo v zbornikih
- Jolka Milič. Tja in nazaj: literarni izlet z omnibusom: dvojezični zbornik = Andata e ritorno: escursione letteraria con l'omnibus: scelta antologica con testi a fronte. Sežana: Združenje književnikov Primorske, 2000. (COBISS)
- Nadia Vidovich, Ines Cergol Bavčar. Due mondi --- un sentiero = Dva svetova --- ena pot. Koper: Društvo občank za enake možnosti, 2002. (COBISS)
- Ines Cergol, Peršolja Aleksander. Cinque = Pet. Sežana: Kulturno društvo Vilenica, 2003. (COBISS)
- Alenka Obid, Gorazd Bajc, Borut Klabjan. Življenje in delo Alojza Kocjančiča, slovenskega istrskega pesnika, pisatelja in duhovnika. Koper: Univerza na Primorskem, Znanstveno-raziskovalno središče, 2003. (COBISS)
- Mojca Maljevac. Intima. Novo mesto: Goga, 2006. (COBISS)
- Irena Novak Popov. Antologija slovenskih pesnic 3. Ljubljana: Tuma,2007. (COBISS)
- Koper kot referenčna točka v Nazorjevi istrski tematiki: ob 60-letnici smrti hrvaškega književnika Vladimirja Nazorja. Slovenski mikrokozmosi – ̶medetnični in medkulturni odnosi. Ur. Irena Novak Popov. Ljubljana: Slavistično društvo Slovenije, 2009.
- Jolka Milič. Per 2000 euro di poesia slovena contemporanea : poesia – bla, bla, bla dalla A alla —? = Za 2000 evrov sodobne slovenske poezije. Trst: Antony, 2015. (COBISS)
- Maestral: ob praznovanju 50-letnice Maestrala. Koper: Gimnazija, 2015. (COBISS)
- Slovenska književnost med slovanskimi književnostmi: Alojz Kocjančič – prvi slovenski istrski pesnik. Slovenski jezik in književnost med kulturami. Ur. Matej Šekli, Lidija Rezoničnik. Ljubljana: Zveza društev Slavistično društvo Slovenije, 2022.

## Nagrade
- 1988 – Priznanje OF Krajevne konference SZDL Škofije
- 1992 – Študentska Prešernova nagrada
- 1992 – Srebrna plaketa ZKO Koper